# Revista Pirâmide
A Pirâmide : Antologia : Cadernos de publicação não periódica da responsabilidade de Carlos Loures e Máximo Lisboa, foi uma revista lançada entre Fevereiro de 1959 e Dezembro de 1960, em Lisboa, num total de 3 números.

## Descrição
Revista surrealista, principal órgão do grupo do Café Gelo, apresentou colaboração literária notável: Antonin Artaud, António Maria Lisboa, Herberto Hélder, Luiz Pacheco, Mário Cesariny, Pedro Oom, Mário de Sá-Carneiro, Raul Leal, António José Forte, Manuel de Castro, Alfredo Margarido, Ernesto Sampaio, José Carlos González, Virgílio Martinho, Edmundo Bettencourt e o poeta maiorquino Llorenç Vidal, entre outros. Contava também com reproduções de Amadeo de Souza-Cardoso e d’Assumpção  .
Foi Cesariny , que funcionava como elemento aglutinador das personalidades tão diferentes que compunham o grupo, quem sugeriu o título e quem verdadeiramente organizou o primeiro número, o mais fiel à ortodoxia surrealista dos três que se publicaram. O segundo número, representava já uma contestação à “liderança” de Cesariny, enquanto que o número 3 estava já quase totalmente esvaziado do inicial conteúdo surrealizante.
No segundo número, foi publicada uma Notícia, que clarifica os vectores da
revista: 
A quem inquiriu das nossas intenções, fazemos saber que: da impossibilidade de se dizerem meia dúzia de coisas, com seriedade, desassombro e grandeza, nasceu a falta de provimento de lugares, claramente documentada na miséria moral e espiritual das caricaturas.
À porta da sociedade, encontra-se a bandeira vermelha do leilão. Lá dentro os banqueiros levam à praça a alta dignidade do ser humano.
A presente antologia agirá, supomos, mercê da sua colaboração, contra a depreciação dos primários valores.

## Números
- N.º 1 - Fevereiro de 1959 (16 páginas):

Mensagem e Ilusão do Acontecimento Surrealista – Mário Cesariny;
Um ontem Cão – Pedro Oom;
O Teatro e a Ciência –  Antonin Artaud;
Psaume – Raul Leal;
Aviso a Tempo por Causa do Tempo – António Maria Lisboa;
Surrealismo e Sátira – Luís Pacheco;
Além – Petrus Ivanovitch Zagoriansky (Mário de Sá-Carneiro). 
- N.º 2 - Junho de 1959 (40 páginas):

Causas do Determinismo Antropolírico –  Máximo Lisboa;
Poema – Herberto Helder;
Poema-Colagem – José Carlos Gonzalez;
4 Poemas – Sena Camacho;
A Propósito do “Movimento 57” – Virgílio Martinho; 
Sibila – António Pinheiro Guimarães;
Poema-Colagem – Carlos Loures;
3 Poemas – Saldanha da Gama;
Poema – Manuel de Castro;
Carta ao "Diário Popular" – Ernesto Sampaio;
Letra para uma Música em Voga – José Sebag;
A Pirâmide e a Crítica – Luís Pacheco
- N.º 3 - Dezembro de 1960 (52 páginas):

Noite Vazia; O Segredo e o Mistério; Horas; Sepultura Aérea; Nocturno; Dia – Edmundo de Bettencourt; 
Notas para Poesia – Manuel de Castro; 
Poesia Jugulada; Pagamento Pontual; Viagem – Henrique Lima Freire;
Troupe-Exótica – Renato Ribeiro; 
Nota sobre “Os poemas surdos” – Alfredo Margarido; 
Iconoclasia – Máximo Lisboa; 
Hiroshima Mon Amour – Rodolfo Alonso; 
Voime Yendo – Angel Crespo;
Aqui – Llorenç Vidal; 
Alfred Jarry  – Jacques-Henry Lévesque;
Aos Ladrões de Fogo – Carlos Loures;